# Naibonat
Naibonat is een bestuurslaag in het regentschap Kupang van de provincie Oost-Nusa Tenggara, Indonesië. Naibonat telt 10.685 inwoners (volkstelling 2010).